# Thoosa letellieri
Thoosa letellieri är en svampdjursart som beskrevs av Topsent 1891. Thoosa letellieri ingår i släktet Thoosa och familjen borrsvampar. Inga underarter finns listade i Catalogue of Life.